# Ohtja
Koordinaten: 58° 26′ N, 22° 20′ O
Ohtja (deutsch Ochtjas) ist ein Dorf (estnisch küla) auf der größten estnischen Insel Saaremaa. Es gehört zur Landgemeinde Saaremaa (bis 2017: Landgemeinde Mustjala) im Kreis Saare.

## Einwohnerschaft und Lage
Das Dorf hat zwei Einwohner (Stand 31. Dezember 2011). Es liegt 21 Kilometer nordwestlich der Inselhauptstadt Kuressaare.
In der Nähe des Dorfkern liegt der gleichnamige, 10,4 Hektar große See (Ohtja järv).